# Toau
Toau, également appelé Pakuria ou Taha-a-titi est un atoll du sous-groupe des Îles Palliser situé dans l'archipel des Tuamotu en Polynésie française. Il est rattaché administrativement à la commune de Fakarava. Depuis 1977, Toau fait partie des sept atolls de la commune de Fakarava classés Réserve de biosphère par l’UNESCO.

## Géographie

### Situation
Toau est situé à 14 km au nord-ouest de Fakarava, l'atoll le plus proche auquel il est administrativement rattaché, et à environ 375 km au nord-est de Tahiti. C'est un atoll de 35 km de longueur et de 18 km de largeur maximales pour une surface d'environ 12 km2 de terres émergées. Il est constitué d’une barrière de corail qui entoure un très grand lagon d'une superficie de 561 km2 accessible par trois passes de communication avec l'océan.

### Démographie
En 2017, la population totale de Toau est de 14 personnes, principalement regroupées dans le village de Maragai sur la fine bande de terre qui se forme le long de la barrière de corail ; son évolution est la suivante :
|                                                         |  |  | 24 |  | 17 | 14 |
| Sources ISPF et Gouvernement de la Polynésie française. |  |  |    |  |    |    |

## Histoire
La première mention faite de l'atoll par un Européen est celle de James Cook qui l'aborde le 19 avril 1774 et l'associe au groupe des Îles Palliser,. Puis c'est le navigateur russe Fabian Gottlieb von Bellingshausen qui accoste l'atoll le 17 juillet 1820 et lui donne le nom d'Elizabeth Island. En septembre 1838, Jules Dumont d'Urville visite également l'atoll.
Au XIXe siècle, Toau devient un territoire français, d'environ 90 habitants, qui développe la production d'huile de coco (d'environ 10 tonneaux par an vers 1860).
En 1977, l'atoll – avec six autres de la commune de Fakarava que sont Aratika, Fakarava, Kauehi, Niau, Raraka et Taiaro – est classé « Réserve de biosphère » par l'UNESCO, classement renouvelé en 2006 et 2017,.

## Économie
Toau vit des ressources de la pêche – pratiquée grâce à des parcs à poissons installés dans des hoas au Nord-Ouest de l'atoll –, de la récolte des holothuries – uniquement dans la partie Est du lagon – pour l'exportation vers l'Asie, d'une petite activité d’élevage de huitres perlières et de la production de coprah.
Le tourisme est une activité qui se développe sur quelques motus, notamment ceux près de l'anse Amyot qui sont réputés pour leurs sites de plongée sous-marine. C'est lors d'une plongée en solo dans le lagon de l'atoll que le navigateur Laurent Bourgnon disparaît en mer le 24 juin 2015.